# Cerro da Vila
Cerro de Vila, també conegut com Vil·la Romana de Vilamoura, és un jaciment arqueològic de Vilamoura, al municipi de Loulé, a la regió de l'Algarve, a Portugal. Consta de les ruïnes d'una antiga població romana del segle I ae, formada per una vil·la rural, un centre productiu agrícola i pesquer, una necròpoli i algunes estructures portuàries. La població continuà habitada durant els períodes visigòtic i islàmic, i fou abandonada en el segle xi. Va ser classificat com a Immoble d'Interés Públic al 1977. El jaciment inclou també un museu i un centre interpretatiu.

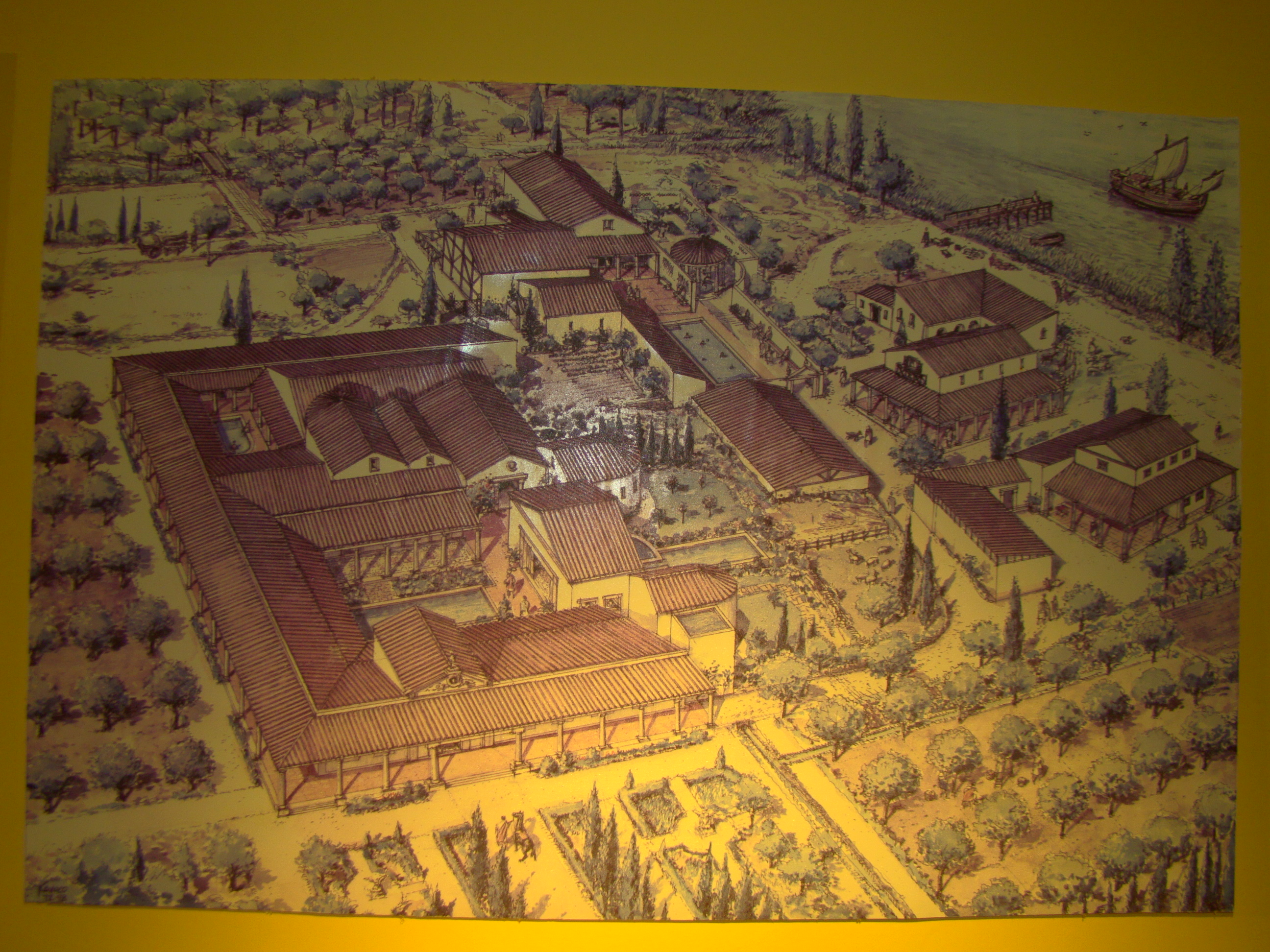
Reconstrucció de la villa romana

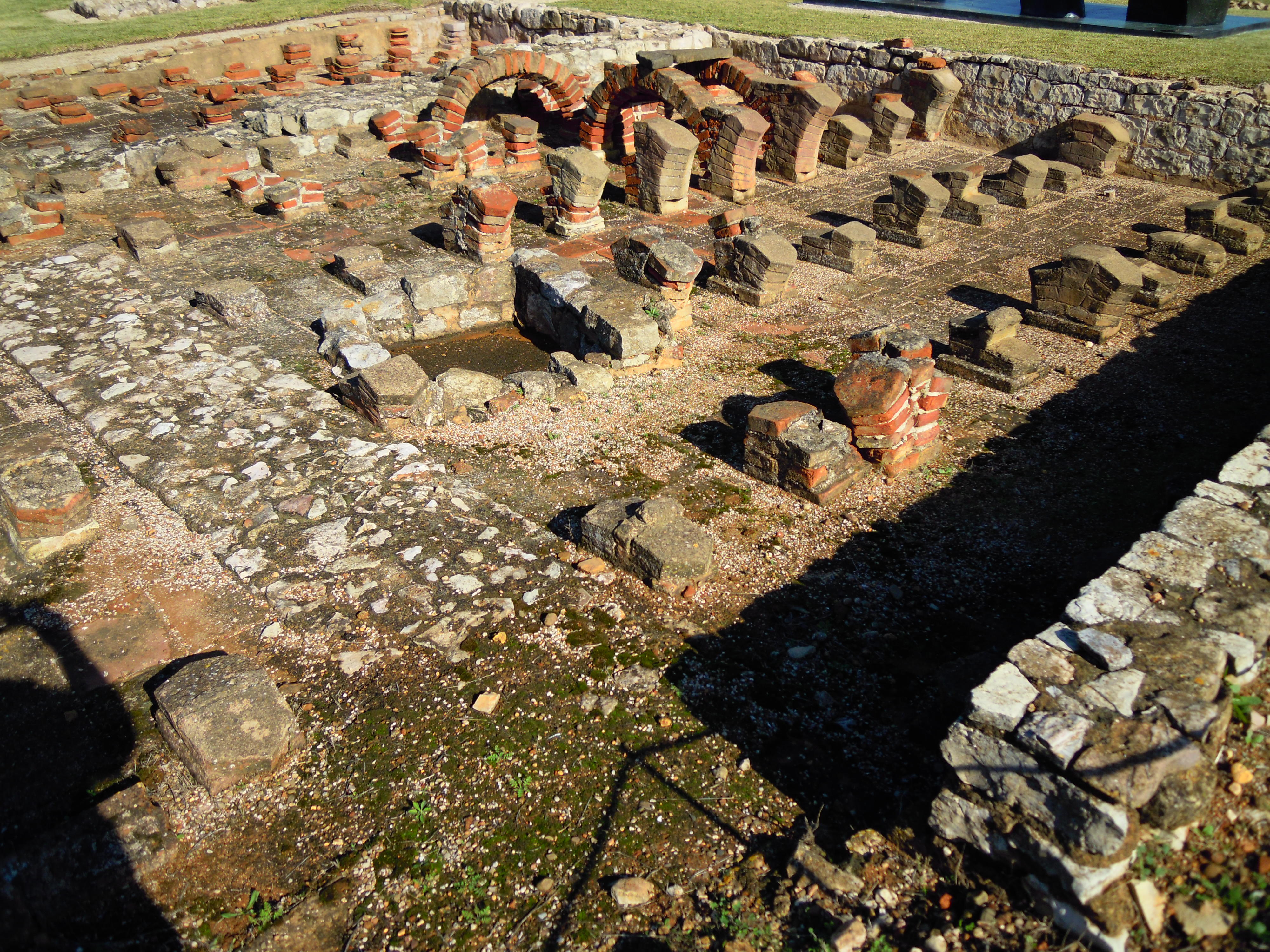
Ruïnes de les antigues termes al 2016: s'hi veuen les sales del caldari i tepidari

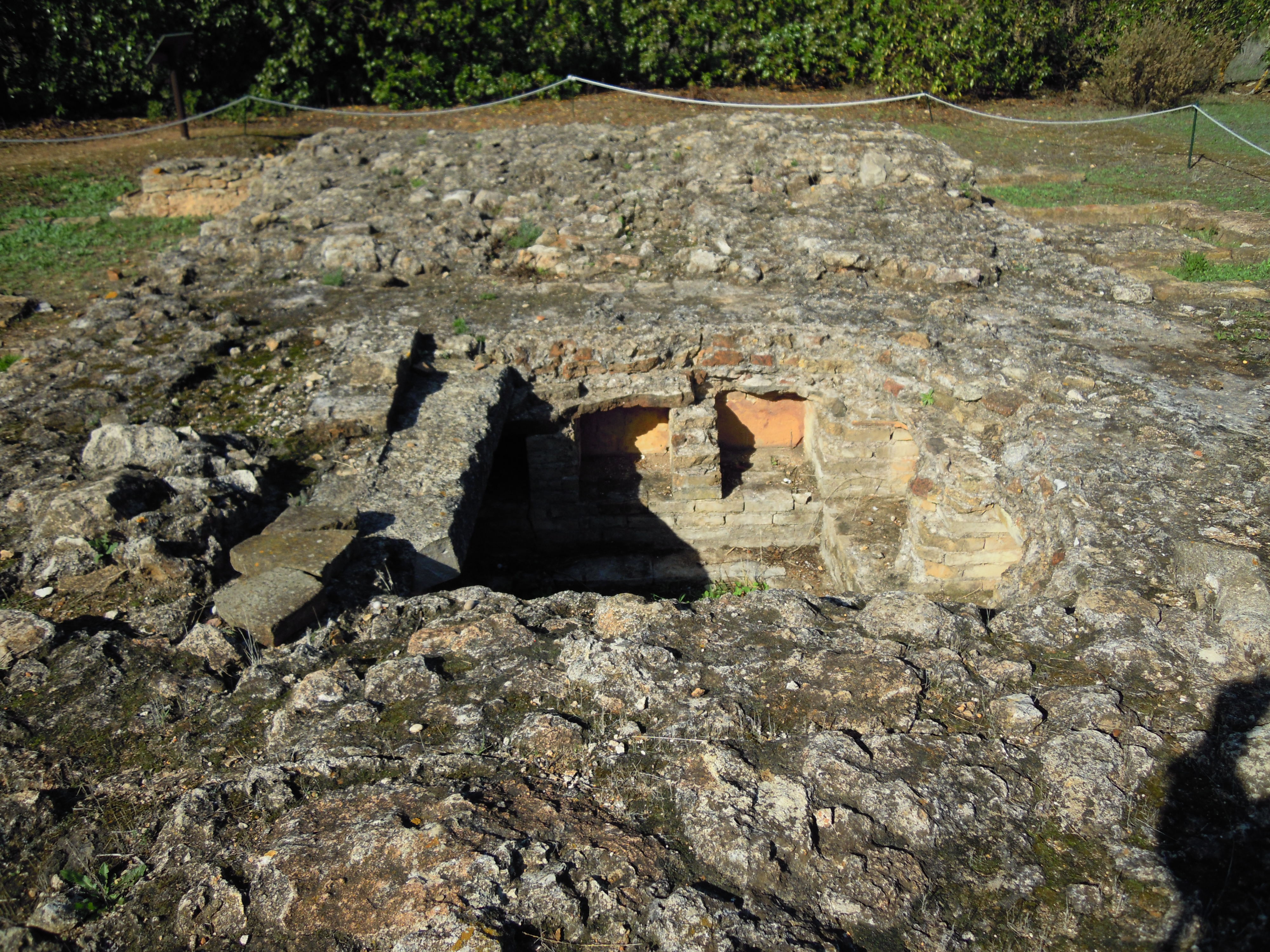
Antic mausoleu a Cerro da Vila al 2016: s'hi veuen els nínxols on es col·locaven les urnes funeràries

## Descripció

### Situació i característiques
El jaciment se situa en un turó amb uns sis metres d'altitud, al marge oriental de la Ribeira de Quarteira, vora una antiga llacuna amb el mateix nom. És en una zona litoral, a prop de mig quilòmetre de la franja costera, i per això vulnerable als efectes de l'erosió de la mar. Una altra amenaça a la preservació és la pressió comercial i turística, doncs se situa junt al centre de Vilamoura, parcialment envoltat d'edificis contemporanis, com ara hotels i apartaments.
El jaciment consta de les ruïnes d'una antiga població portuària, centrada en una imponent villa rústica romana. Dalt del pujol era la casa en si (Domus), formada per diverses sales al voltant d'un peristil, amb estany central i un complex termal de grans dimensions. Dins l'edifici, s'han trobat vestigis de canalitzacions que feien eixir l'aigua d'aixetes i estàtues al llac del pati central (hortus). Les cambres de la casa incloïen una sala de recepció i menjador durant l'estiu (triclini), dormitoris (cubicula), una cuina (coquina o culina), i altres àrees com ara un criptopòrtic). A les termes destaca la sala del frigidari, considerada com una de les majors d'aquest tipus a nivell nacional.
A l'oest, vora el marge de l'antiga llacuna, se situava una estructura portuària, formada per un moll, un porticus i altres instal·lacions que proven que llavors la ria era navegable, donant accés al mar. S'hi trobaren fragments de moltes peces importades, demostrant que la villa estava connectada a rutes comercials d'aquest període. La zona productiva estava a l'est de la villa, junt a les termes, composta per diversos tancs per a l'elaboració de derivats de peix i de colorants, com ara la porpra, que s'empraven en teixits. En aquesta àrea també aparegueren ruïnes de petits edificis, probablement ocupats pels esclaus, serfs i treballadors. Durant l'època musulmana, un dels edificis industrials es dividí en compartiments, per crear diverses unitats residencials. Aquestes cases estaven organitzades de manera idèntica a altres exemples del mateix període a la península Ibèrica, amb una planta de forma rectangular i compartiments disposats al voltant d'un pati intern, amb sitges a l'interior. A uns 49 m a l'est de l'entrada principal de la villa, es trobà un forn per a ceràmica. La vil·la romana de Cerro da Vila és l'únic vestigi d'aquell període a la freguesia de Quarteira: s'ha trobat una altra villa a Vilamoura, que es degué abandonar al segle I, mentre que a Quarteira van ser descobertes monedes d'argent, tancs i diverses ruïnes submergides.
La població també contenia dues àrees funeràries (columbari), on aparegueren restes cerimonials i rituals de períodes diferents, demostrant les diverses fases d'ocupació per què va passar el poblat. La zona de l'est contenia dos mausoleus de formes distintes, on eren preservats les restes mortals de la família de la villa, un d'ells semblant al temple de Milreu, amb nínxols a l'interior, on es col·locaven les urnes amb cendres, en funcionament entre els segles ii i iii. Els altres habitants del poblat se soterraven en una altra zona funerària, la nord-est, on hi havia diverses sepultures simples i de formes diferents, i ací s'ha trobat una quantitat reduïda de restes. Aquesta àrea s'utilitzaria fins als segles IV o V. També es trobaren sepultures en terrenys anteriorment ocupats per estructures productives, també amb una gran varietat de tipus i formes, i on van ser descoberts vestigis del període visigot, entre els segles V i VI.
Per abastir el poble es construí una presa (Presa Romana de Vale Tesnado) a uns 3 km de distància, i el transport de l'aigua es feu amb un aqüeducte. Dins del poble s'han trobat vestigis de conductes d'aigua.
El jaciment arqueològic de Cerro da Vila disposa d'un centre interpretatiu, on se'n guarden les troballes, com ara peces de l'edat del bronze i de les èpoques romana i islàmica, incloent-hi esteles medievals.

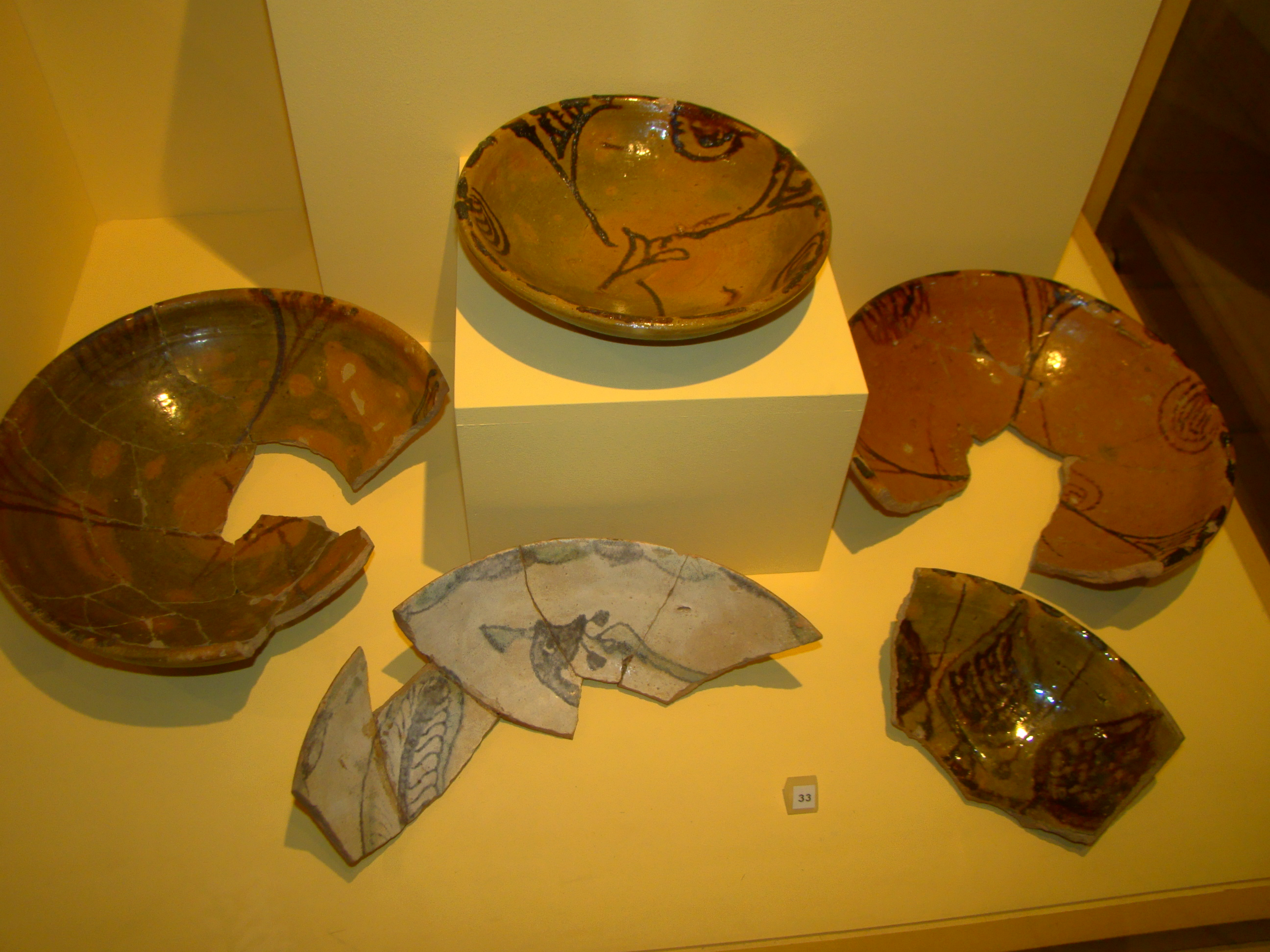
Peces de ceràmica islàmica, trobades a Cerro da Vila

### Troballes
Els materials trobats al jaciment inclouen fragments de peces de ceràmica del període romà, com ara llànties, àmfores i objectes de taula de gran bellesa, produïts tant localment com d'importats, demostrant que la regió estava connectada amb altres punts de la civilització romana. Van ser igualment recollides diverses peces coetànies del regnat visigòtic en una àrea sepulcral, i una gran quantitat de materials de l'època islàmica, com ara atuells de ceràmica i un tresor monetari. El conjunt de peces de ceràmica musulmana trobades es considera un dels majors i més variats del sud del país, i s'ha equiparat a les troballes de Silves i Mértola. El tresor de Cerro da Vila també inclou fragments de peces de pisa i vidre, i vestigis osteològics de les eres romana i islàmica.

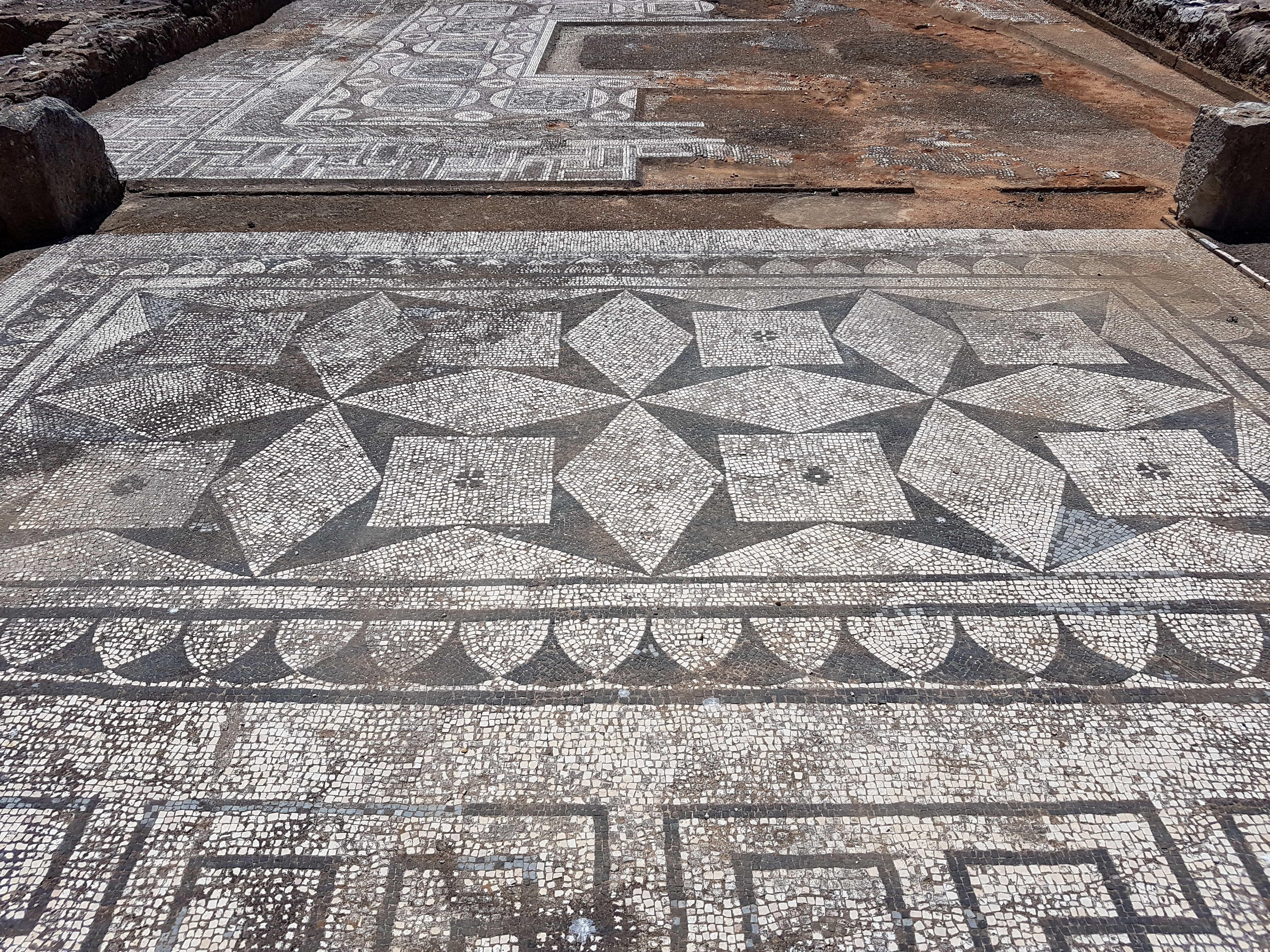
Panell de mosaics geomètrics dins d'un antic edifici

### Elements decoratius
Un dels elements més coneguts de Cerro da Vila són els paviments de mosaics, potser amb més de 2.000 anys d'antiguitat. Aquests mosaics van ser molt probablement executats pels mateixos artistes que van treballar a Milreu i Ossonoba, i formaven part d'algun grup itinerant, tal vegada vingut de la ciutat de Cartago, al Nord d'Àfrica, que era llavors un dels majors centres de mosaistes de l'Imperi romà. Aquests grups d'artistes es van fer famosos per la riquesa dels seus treballs, i eren molt buscats pels propietaris de les villae, que pretenien així augmentar-ne el prestigi.
La major part dels mosaics de Cerro da Villa són policroms, amb temes geomètrics o vegetals. L'única excepció n'és un panell al fons d'un tanc, per ser l'únic de dibuix figurat i bicolor, on es representa una escena marina. El fons del panell és llis i en tons blancs, i els animals dissenyats amb contorns de colors foscos: s'hi han identificats dos peixos, una petxina, un bivalve, un polp i un dofí. A l'angle superior dret va ser dissenyat un trident apuntat al cap del dofí: per això el panell podria representar la captura d'animals, la pesca, que era una de les principals funcions econòmiques del poble. El tema dels animals marins era molt comú als plafons de mosaics romans en territori portugués, principalment al llarg de la franja costera, i se n'han trobat exemples a les villae de Pisões, Fonte do Milho, Bracara Augusta i Milreu. També s'hi trobà un paviment decorat en el sistema de pedra tallada (opus sectile).
La villa també estava decorada amb frescs a les parets, amb colors vistosos i dibuixos florals i geomètrics. Aquestes pintures feien conjunt amb estàtues a l'interior de la casa, principalment d'individus del sexe masculí i deïtats.

Evolució del complex romà de Cerro da Vila

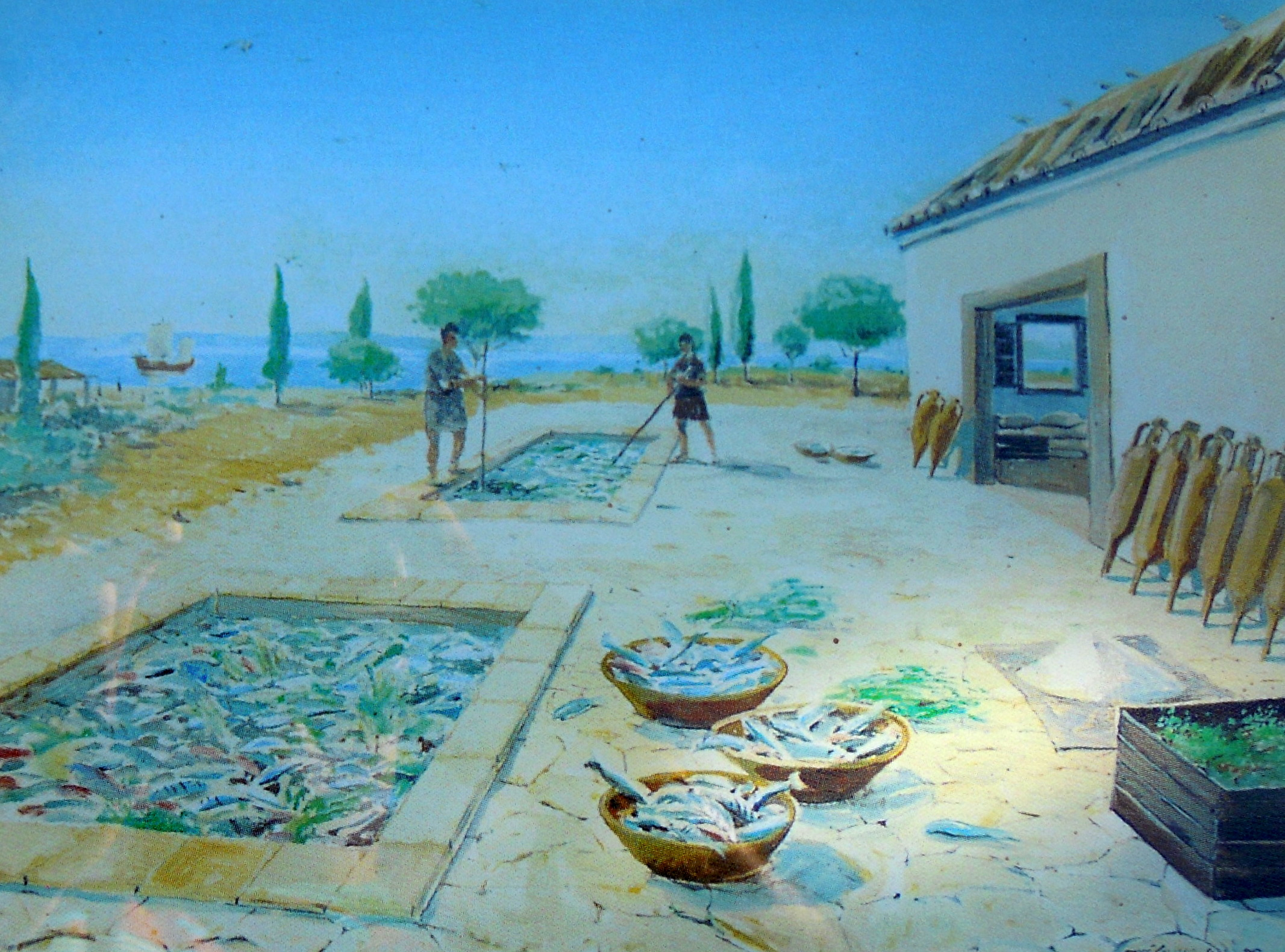
Reconstrucció dels tancs en funcionament

## Història
A causa de la seua llarga ocupació, dividida en fases, el poblat de Cerro da Vila és considerat un exemple de l'evolució poblacional a la franja costera de l'Algarve i de la seua capacitat econòmica. Fou un important nucli comercial des del seu origen, durant l'antiga civilització romana, i continuà pròsper fins a la fi de la seua ocupació, ja en el període medieval islàmic.

### Antecedents i període romà
La zona on se situen les ruïnes de Cerro da Vila degué estar habitada des del període prehistòric, segons els vestigis trobats. Vora la vila de Quarteira es trobaren restes del Paleolític, i a la platja aparegueren vestigis d'un antic poblat del Neolític mitjà. A Vilamoura, aparegué una necròpoli integrada en els períodes paleolític, neolític i de finals de l'edat del bronze.
Després de la conquesta de la península Ibèrica per les forces romanes, al segle I ae, la franja litoral junt a la punta sud-oest de la península fou una de les principals zones de la colonització per part de les elits romanes, a causa del clima i la riquesa piscícola i agrícola, a més de l'estabilitat política en relació amb la resta del territori, doncs estava relativament protegida per serres, pel Guadiana i per una accidentada franja costera. Així, s'establiren ciutats importants prop de la costa, com Balsa, junt a Tavira, i Ossonoba, al lloc de la moderna ciutat de Faro, que foren centres econòmics per les seues estructures portuàries, que a més de servir una rica indústria piscícola, també funcionaven com a punts de contacte amb la metròpoli i altres punts de la civilització romana. Com que els ports possibilitaven l'exportació en gran quantitat de mercaderies, això va permetre el desenvolupament de diverses quintes al voltant de les ciutats, que a més de funcionar com a centres de producció agrícola i piscícola, també eren opulentes cases de camp per a les elits, com va succeir a Cerro da Vila i a Abicada, al municipi de Portimão. Al municipi de Loulé no s'han trobat restes d'una civitate, i això indica que el territori seria administrat per la ciutat d'Ossonoba.
Segons les troballes, l'indret començaria a ser habitat al segle I ae, i passaria per diverses fases d'ocupació i construcció al segle ii i principalment a partir dels segles III i IV, i arribà a dimensions considerables. Un dels mausoleus destinats als propietaris de la villa va funcionar entre els segles ii i iii, mentre que la zona sepulcral dels habitants menys rics s'utilitzà fins als segles IV o V.

### Edat mitjana
D'acord amb les restes trobades, el poblat de Cerro da Vila va continuar habitat després de la caiguda de la civilització romana. Durant l'època visigòtica, entre els segles v i vi, l'àrea funerària es modifica, i es feu més propera a la villa, i es reutilitzà l'espai d'antigues estructures industrials. Durant aquest període, l'edifici de la villa en si fou reconstruït i reutilitzat.
El lloc va ser habitat fins al segle vii, ja durant l'Antiguitat tardana, d'acord amb les restes trobades a l'àrea sepulcral. També hi ha vestigis d'edificis residencials entre els segles VIII i principis del XI, durant el domini musulmà de la península Ibèrica. El període més important durant de l'ocupació islàmica seria entre els segles IX i X, del qual daten vestigis de ceràmica i un tresor monetari, trobat aquest últim dins d'una sitja, demostrant que el poblat tindria una certa opulència, malgrat aquest període d'inestabilitat política. Seria una important població rural, que ocupava tots els terrenys que pertanyeren a l'antiga comunitat romana.

### Redescoberta i preservació de les ruïnes

#### Segle XX
Des del seu abandó fins a la redescoberta, gran part de les seues estructures foren destruïdes, en part a causa de la reduïda espessor del sòl agrícola que les cobria, i a causa de la conducta dels successius propietaris dels terrenys, que arrasaren les estructures que trobaven. D'aquesta forma, totes les parets altes van acabar esfondrades, tot i que els antics edificis que restaven junt al canal hagen quedat lleument millor conservats.
El jaciment fou identificat per Estácio da Veiga, i els resultats de les investigacions se'n publicaren al 1910, després de la seua mort. El 1963, l'arqueòleg José Martins Farrajota estava de visita a l'indret quan va veure que un tractor, que estava llaurant, alçava fragments de mosaics romans. Les excavacions sistemàtiques en començaren l'any següent, per un grup de investigadores que incloïa José Farrajota, Fernando de Almeida i Manuel Afonso do Paço, fins al 1968. El 1969 i 1970, la recerca la feu Fernando Almeida, i es descobriren les ruïnes de la villa romana, de diversos tancs per al salaó de peix, d'un balneari amb dues piscines i del columbari. El 1971, José Luís Martins de Matos feu treballs arqueològics a Cerro da Vila. I al 1972, i de 1979 a 1989 tornà a dirigir-ne campanyes. El jaciment fou classificat com a Immoble d'Interés Públic pel Decret núm. 129/77, de 29 de setembre. No obstant això, en la dècada de 1960 es va iniciar un programa per construir una ciutat turística a la zona de la Quinta i a Morgado da Quarteira, que tindria el nom de Vilamoura. El 1988 les ruïnes van ser obertes al públic, per iniciativa d'André Jordan, president del Consell d'Administració de Lusotur, que era propietària de l'empresa de Vilamoura.
El 1990 i 1991, António Manuel Dies Diogo es va ajuntar amb José Luís de Matos en les excavacions, i investigaren la zona per a producció de derivats de pesca, on trobaren un dipòsit de conquilles (sambaqui). En setembre de 1994, es feu l'aixecament del dibuix dels mosaics en el jaciment, en l'àmbit d'un programa nacional per a l'estudi dels mosaics romans, conegut com Corpus. Els treballs se'n reprengueren al 1997, havent estat estudiada la zona on es volia construir el museu arqueològic, on van ser trobats materials dels segles I i II. Al 1999 s'aixecaren totes les estructures del jaciment, incloent-hi els mosaics i un paviment en opus sectile, procés que conclòs l'any següent. També al 1999 Cerro da Vila forma part del Programa Itineraris Arqueològics del Alentejo i Algarve, organitzat per la Secretaria d'Estat de Cultura i pel Ministeri del Comerç i Turisme.

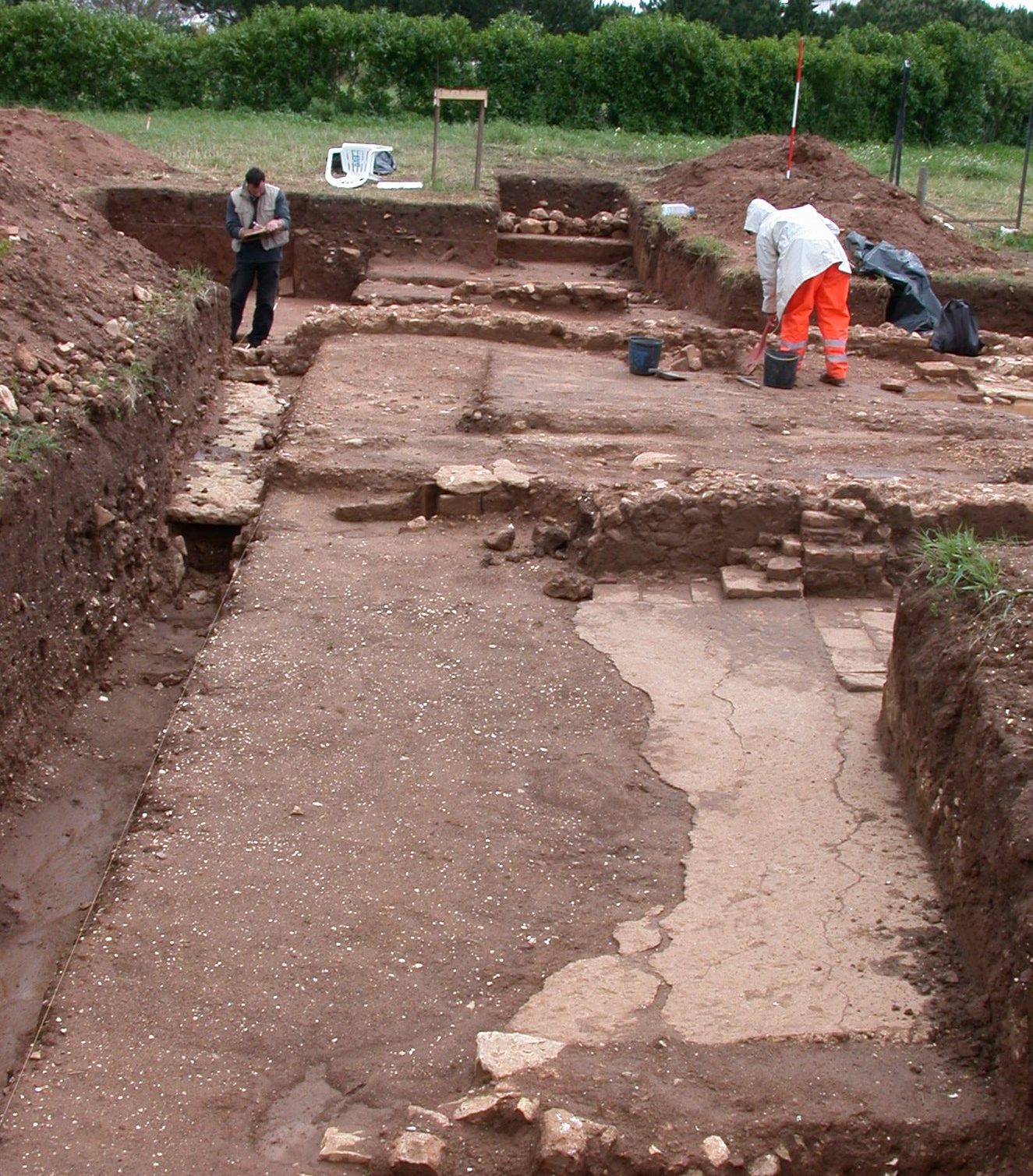
Excavacions a la zona oest de les ruïnes, el 2002

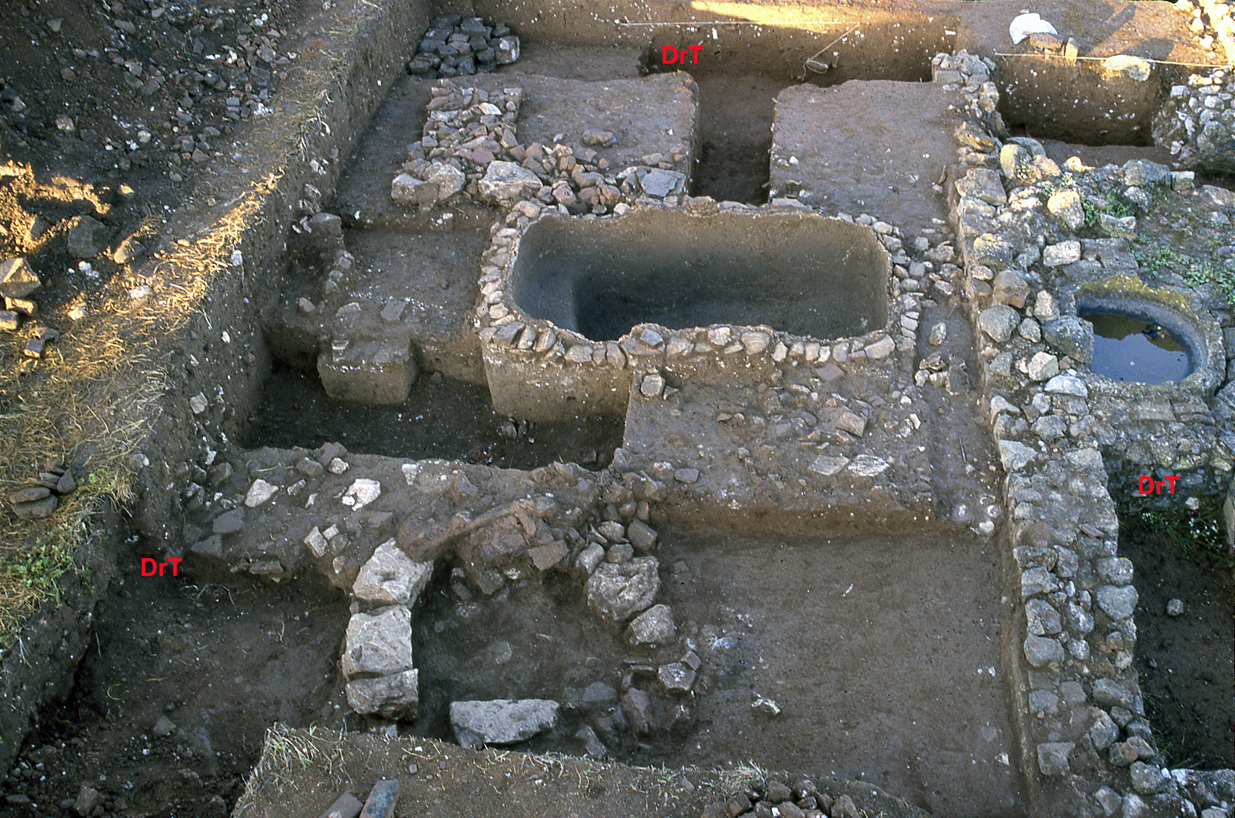
Vista de les excavacions el 2003, veient-se els vestigis de diversos edificis i tancs

#### Segle XXI
El 2001 Felix Teichner va investigar l'arquitectura de l'antiga villa, per comprendre'n la morfologia en certs punts. El 2002 van ser estudiats els mosaics, i el 2007 se'n feu una prospecció geofísica en el límit occidental de les ruïnes, en l'àmbit del programa Ciutat Lacustre, que volia urbanitzar els terrenys parcialment al voltant del jaciment. Aquestes últimes investigacions van mostrar que existien vestigis prehistòrics i romans, incloent-hi restes d'edificis, per sota d'una capa de runa recent, formada durant la construcció de Vilamoura, en la dècada de 1970.
Junt al jaciment arqueològic s'edificà el Museu Monogràfic de Cerro da Vila. El centre d'acollida i interpretació va ser inaugurat al 2000, amb disseny de l'arquitecte Fernando Galhano.
A l'octubre de 2018, el president de la Cambra Municipal de Loulé declarà que el jaciment formaria part d'un programa cultural del municipi, que inclouria també les termes islàmiques del centre històric de Loulé, i les esteles amb escriptura del sud-oest que s'havien descobert a Ameixial. S'estava negociant l'adquisició de les ruïnes amb l'empresa Vilamoura World, propietària del complex turístic. A causa de l'impacte negatiu que tindria en el medi ambient, el pla de la Ciutat Lacustre va generar considerable polèmica, i ha estat criticat per l'organització Almargem i per un moviment ciutadà.
El 2021, en el context de la pandèmia de Covid-19, el jaciment arqueològic ha estat renovat: presenta una nova aplicació (app), continguts interactius, guies àudio i nous expositors amb peces abans no exhibides. Les obres se'n feren entre el final de gener i abril de 2021.